# خنک کاری رایانه

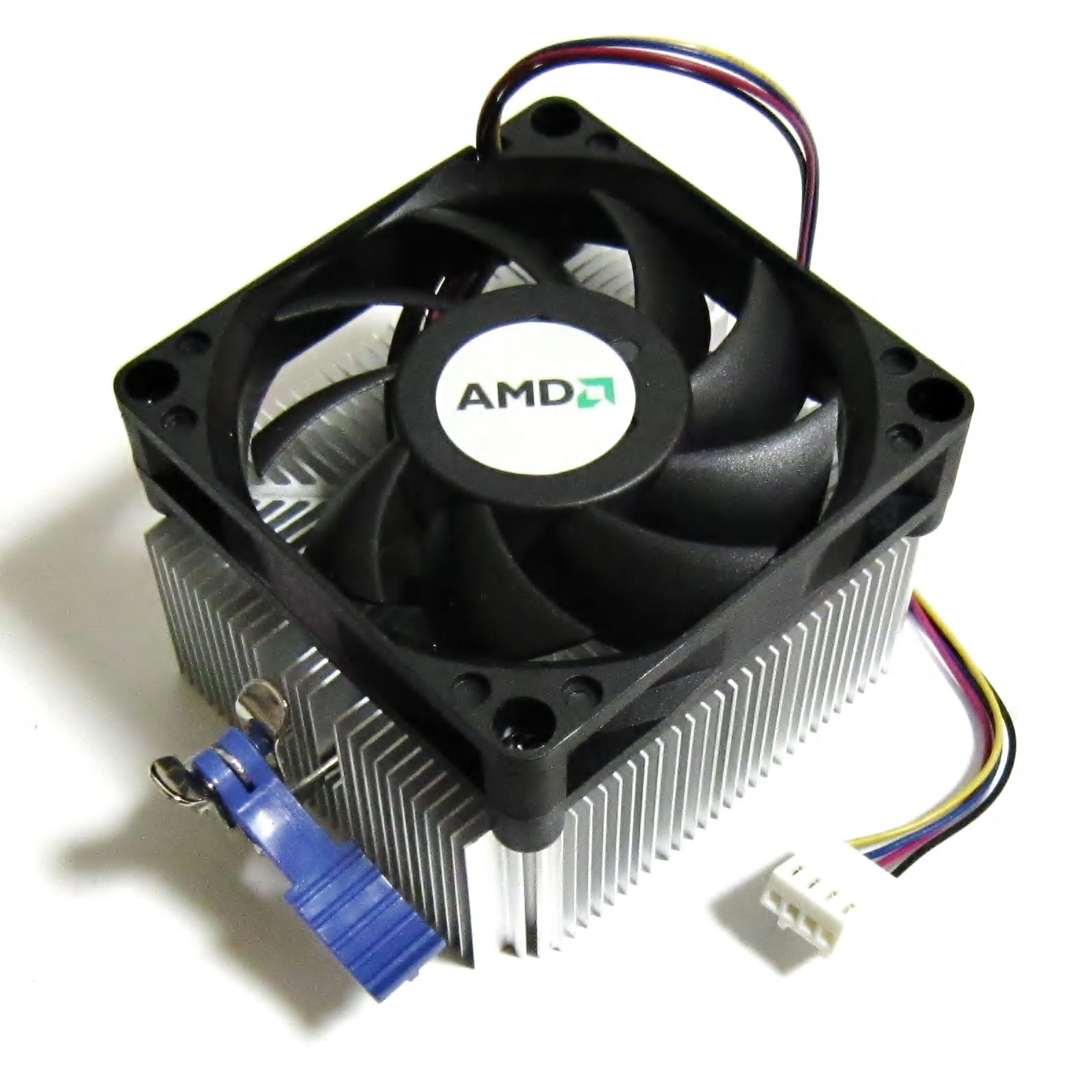
یک خنک کار رایانه

خنک کاری رایانه (به انگلیسی: Computer cooling) برای از بین بردن گرمای زایدی که توسط سخت‌افزار رایانه ایجاد می‌شود همچنین برای نگه داشت دمای قطعات در دامنه مناسب و محدود، از دانش خنک کاری بهره می‌جوییم.
قطعاتی که در صورت گرمای زیاد دچار خرابی یا اخلال می‌شوند از مدار مجتمع هستند مانند: انواع واحد پردازش مرکزی، درایو دیسک سخت، کارت گرافیک و چیپست.

## نگارخانه

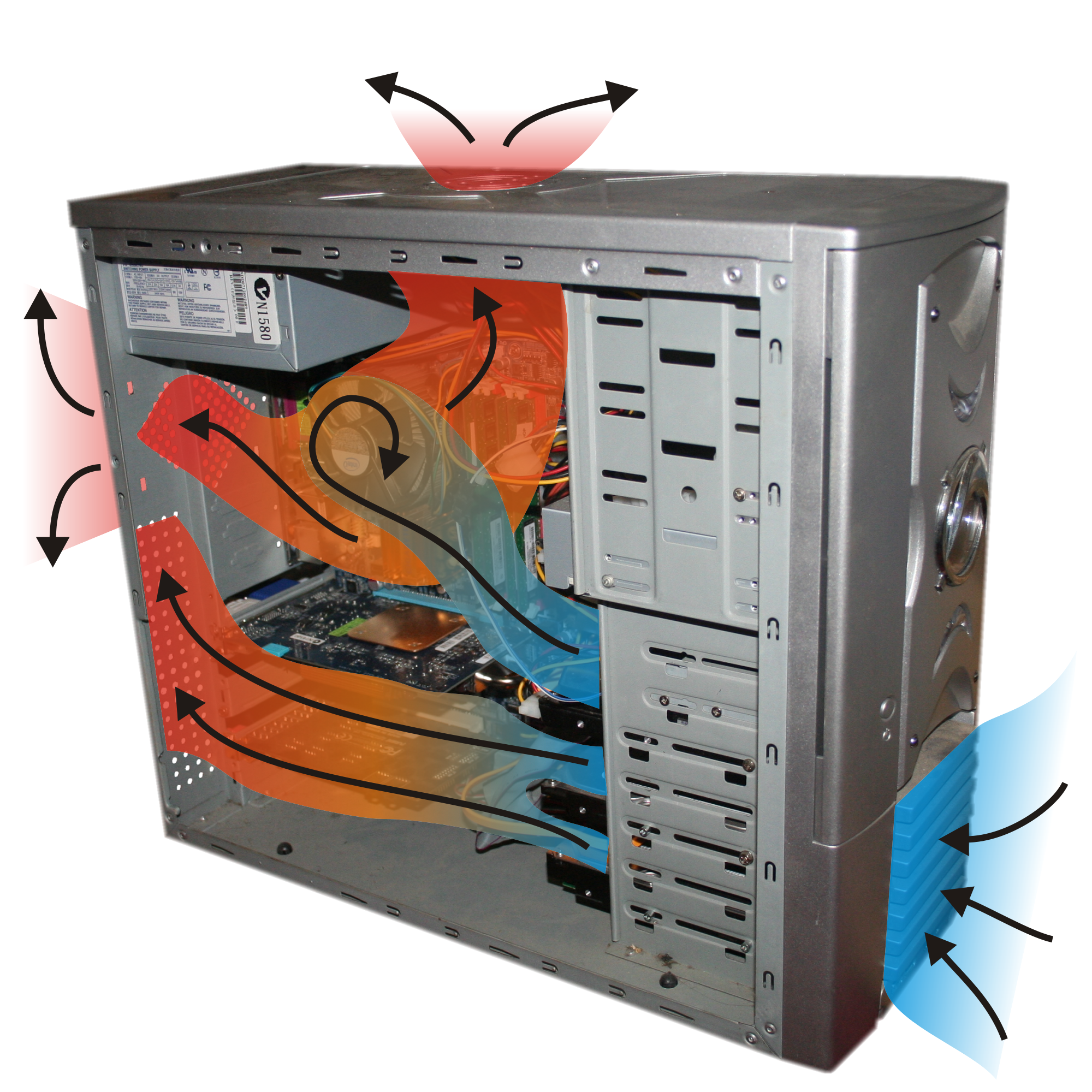
نگاره‌ای از چگونگی عملکرد فن‌ها در ایجاد جریان هوا خنک تازه و افزایش ضرایب انتقال گرمای جابه جایی
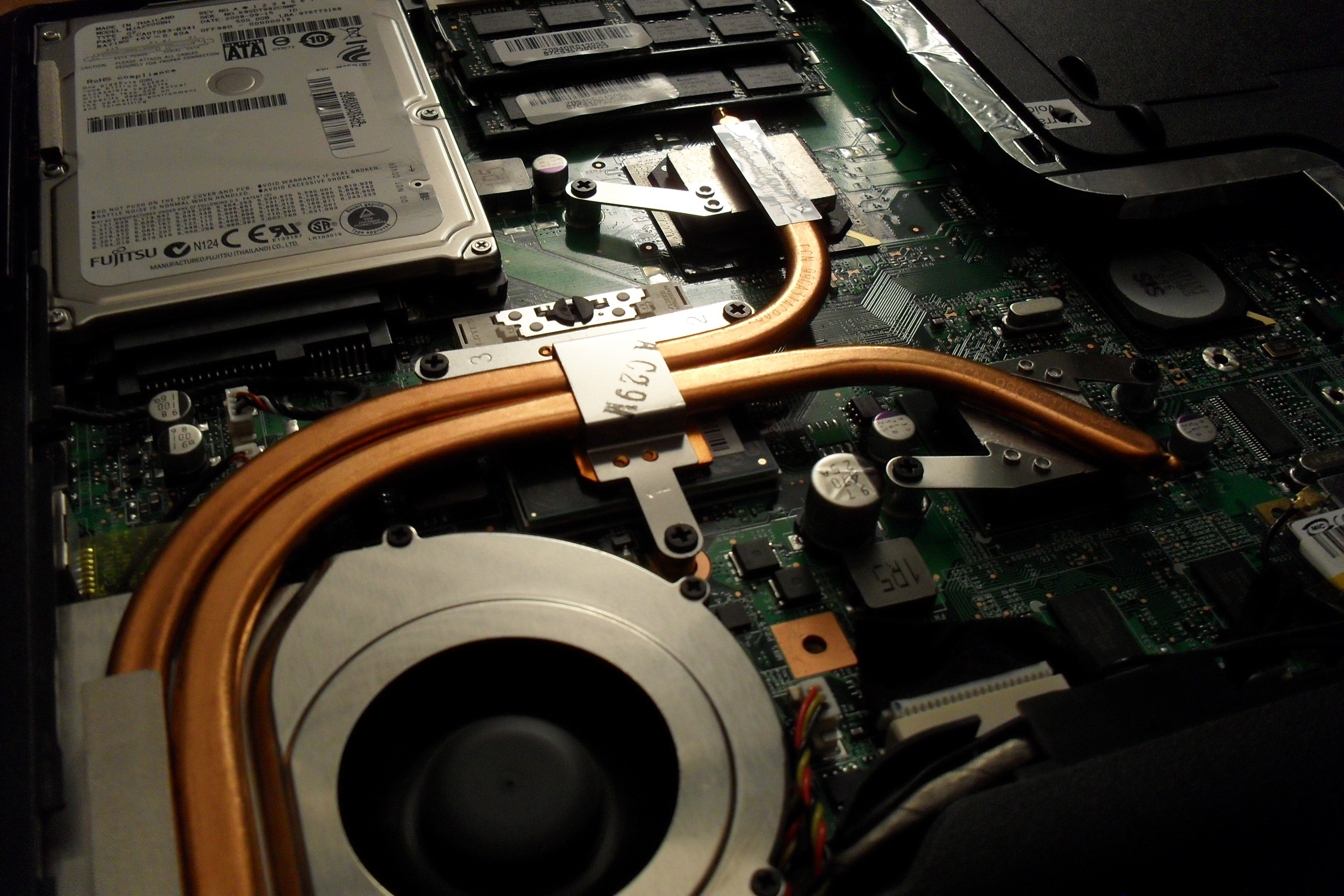
سیستم لوله حرارتی در یک لپ‌تاپ
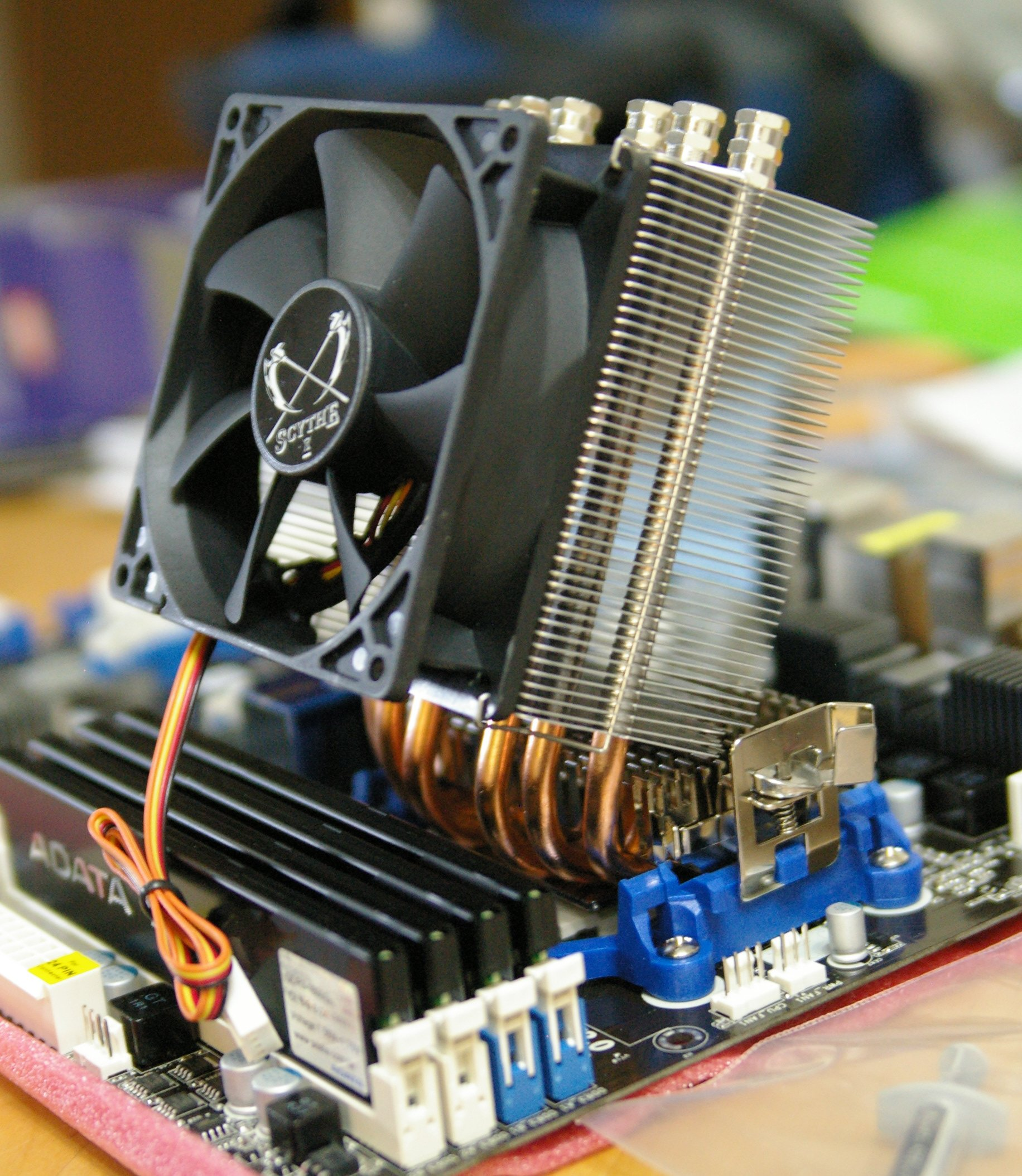
مجموعه‌ای از گرما بر، فن و لوله گرمایی .
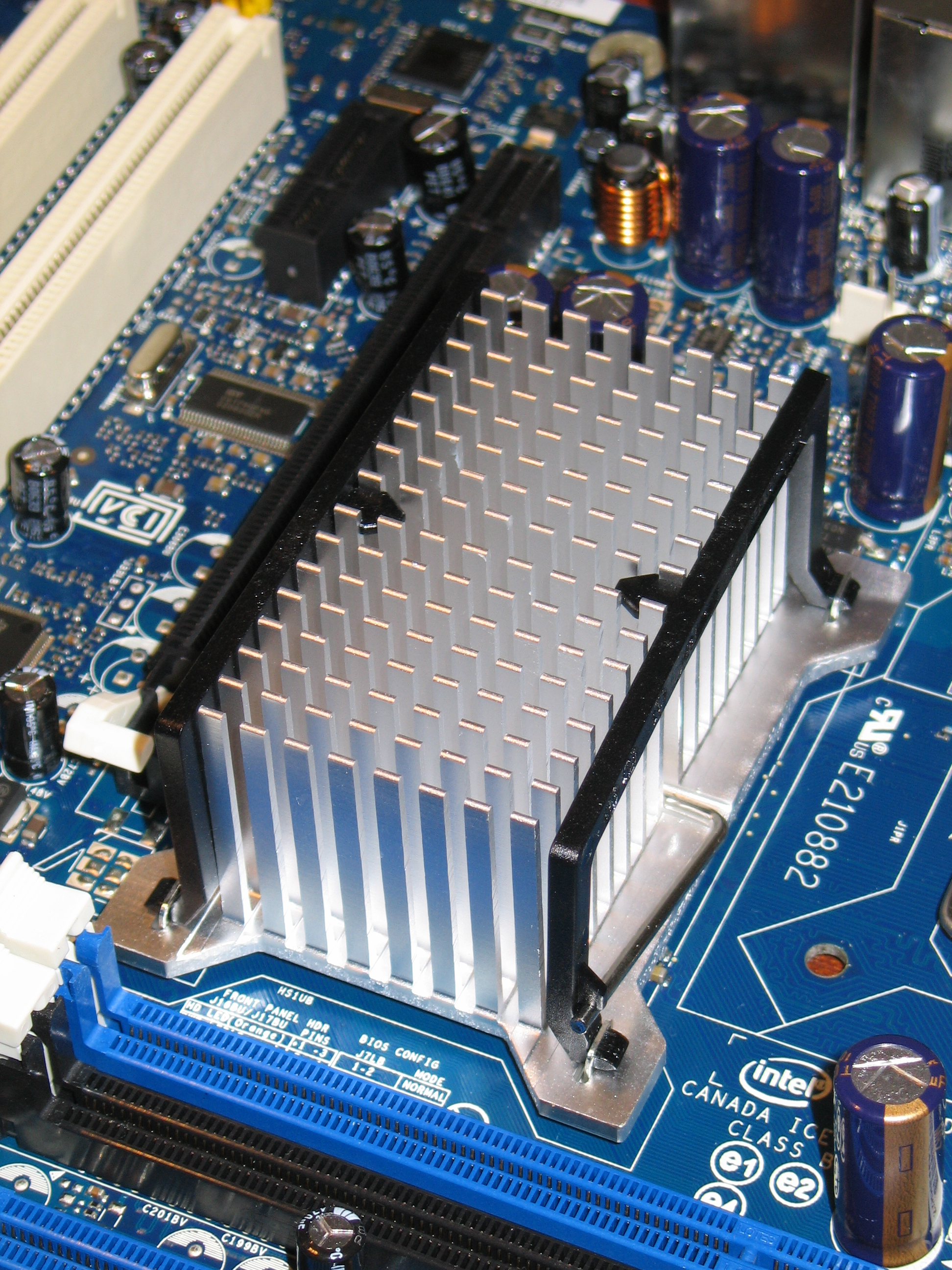
یک گرما بر بر روی پردازنده.